# Dž (digráf)
A Dž a 7. betű a déli szláv nyelvekben (horvát, szerb, bosnyák, montenegrói). A D betű után és a Đ előtt áll. A szlovák nyelvben a 10. betű. Kiejtése a magyar dzs fonémával megegyezik (IPA d͡ʒ).
A számítógép billentyűzetén az alábbi betűkódokkal lehet előállítani:
- "DŽ" U+01C4
- "Dž" U+01C5
- "dž" U+01C6